# Marek Kalbarczyk
Marek Ryszard Kalbarczyk (ur. 1957 w Warszawie) – polski matematyko–informatyk, menedżer, działacz społeczny, publicysta i pisarz. Współzałożyciel fundacji „Szansa dla niewidomych” oraz firmy Altix.

## Życiorys
Marek Kalbarczyk urodził się w 1957 roku. Uczęszczał w Warszawie do szkoły dla słabowidzących, a następnie do ośrodka dla niewidomych w Laskach. W wieku 13 lat utracił wzrok, w wyniku choroby genetycznej. W 1972 roku został przyjęty do jednego z warszawskich liceów. Po zakończeniu nauki w liceum, został przyjęty na Wydział Matematyki, Informatyki i Mechaniki Uniwersytetu Warszawskiego. Pomimo ukończenia studiów nie mógł zostać informatykiem, ponieważ był niewidomy. W latach 80., napisał trzy podręczniki do matematyki dla niewidomych dzieci. Pierwszy z nich został opublikowany w 1982 roku przez Wydawnictwa Szkolne i Pedagogiczne. Razem z Janem Grębeckim, w 1988 roku stworzyli syntezator mowy polskiej, nad którym pracowali cztery miesiące. W 1989 roku założył spółkę Altix, a trzy lata później fundację Unia Pomocy Niepełnosprawnym Szansa. W latach 1994–1995 prowadził w Telewizji Polskiej program publicystyczny pt.: „Razem czy osobno?”. W 2002 roku napisał książkę pt. „Świat otwarty dla niewidomych”, która opisuje życie po utracie wzroku. W 2009 roku został odznaczony Krzyżem Kawalerskim Orderu Odrodzenia Polski oraz otrzymał tytuły Człowieka bez barier i Lodołamacza. Laureat Nagrody Rzecznika Praw Obywatelskich im. Macieja Lisa.

## Publikacje
Książki napisane przez Marka Kalbarczyka
- Obrazy, które gdzieś hen uciekły
- Ich trzecie oko
- Jan Karski – wybitny dyplomata, honorowy obywatel i świadek nadziei
- Epilogi przywracające nadzieję
- Dotyk Solidarności
- Świat opisywany dźwiękiem
- Perły Mazowsza dla ciebie
- Smak na koniuszkach palców